# BEYOOOOONDSのラジオクエスト
『BEYOOOOONDSのラジオクエスト』（ビヨーンズのラジオクエスト）は、エフエム大阪（FM大阪）で放送されているラジオのトーク番組。

## 概要
アイドルグループ・BEYOOOOONDSの西田汐里と江口紗耶がパーソナリティを務めるラジオ番組。『J3 Tuesday 〜Midnight IQ〜』内のコーナーで2022年7月27日（26日深夜）で終了した「まだまだ火曜日よんっ! BEYOOOOONDS QUEST!」を引き継ぐ形で放送している。なお、放送時間は30分となり枠が拡大した。その後、2023年4月4日から2025年3月25日までは毎週火曜18:30に、2025年3月31日からは毎週月曜19:00に移動した。
Twitterのハッシュタグは「#ビヨクエ」。

## 放送時間
- 2025年3月31日 - 、エフエム大阪 毎週月曜 19:00 - 19:25
- 2023年4月4日 - 2025年3月25日、エフエム大阪 毎週火曜 18:30 - 18:55
- 2022年8月2日 - 2023年3月28日、エフエム大阪 毎週火曜 19:30 - 20:00

## コーナー
ふつおた
BEYOOOOONDSの活動についてや西田、江口への質問を募集している。冒頭と番組終わりに紹介することが多い。
いろいろ人生相談
リスナーの悩みをBGMが「激辛LOVE/Now Now Ningen/こんなハズジャナカッター!」なら激辛に「フレフレ・エブリデイ」なら優しく解決していくコーナー。
何が流れているでしょうか?
BEYOOOOONDSの楽曲を3曲同時に流し、タイトルを当てる対決コーナー。
キーワードはや引き出しクイズ
お互いに指定されたキーワードを早く言わせた方が勝ちの対決コーナー。
教えてさやしお先輩
リスナーがハロプロ研修生になったていで西田、江口にこんな時はどうしたらいいのか?という質問を募集しているコーナー。
関西弁早口言葉
関西弁の早口言葉にチャレンジするコーナー。
クイズ!私は誰でしょう
加工された音声から誰が喋っているのか当てるコーナー。
あなたのビヨはどこから
BEYOOOOONDSとの出会いについて募集するコーナー。
コーナー会議
新コーナーをリスナーと考えるコーナー。

## ゲスト
2023年11月28日の放送でBEYOOOOONDSのメンバーが全員1度は出演を果たしたことになった。
2022年
- 8月9日、8月16日 - 小林萌花（BEYOOOOONDS）[6]
- 10月4日 - 一岡伶奈、岡村美波（BEYOOOOONDS）[7] ※クイズ!私は誰でしょうのコーナーに出演
- 10月18日 - 川村文乃、伊勢鈴蘭（アンジュルム）[8] ※クイズ!私は誰でしょうのコーナーに出演
- 11月8日、11月15日、11月22日、11月29日 - 島倉りか、岡村美波（BEYOOOOONDS）[9]

2023年
- 1月24日、1月31日、2月7日 - 山﨑夢羽、前田こころ（BEYOOOOONDS）[10]
- 8月1日、8月8日、8月15日 - 一岡伶奈、高瀬くるみ（BEYOOOOONDS）[11]
- 11月28日、12月5日、12月12日、12月19日 - 清野桃々姫、小林萌花（BEYOOOOONDS）[12]

2024年
- 1月23日、1月30日、2月7日 - 岡村美波、里吉うたの（BEYOOOOONDS）[13]
- 5月7日 - 稲場愛香、小関舞 ※クイズ!私は誰でしょうのコーナーに出演